# (17078) Sellers
(17078) Sellers est un astéroïde de la ceinture principale.

## Description
(17078) Sellers est un astéroïde de la ceinture principale. Il fut découvert le 24 avril 1999 à Reedy Creek par John Broughton. Il présente une orbite caractérisée par un demi-grand axe de 2,99 UA, une excentricité de 0,12 et une inclinaison de 13,6° par rapport à l'écliptique.

## Compléments